# NGC 4315
NGC 4315 is een ster in het sterrenbeeld Maagd. Ze werd op 22 maart 1878 ontdekt door de Duitse astronoom Ernst Wilhelm Leberecht Tempel.